# Bukov
Bukov (deutsch Bukau, auch Bukow, Buck) ist eine Gemeinde in Tschechien. Sie liegt elf Kilometer südwestlich von Bystřice nad Pernštejnem und gehört zum Okres Žďár nad Sázavou.

## Geographie
Bukov befindet sich rechtsseitig über dem Quelltal des Bukovský potok
in der Böhmisch-Mährischen Höhe. In der nordöstlichen Umgebung des Dorfes liegt die Halde eines Bergbaubetriebes. Östlich erhebt sich die Dejmalka (600 m), gegen Südosten liegt der Borovina-Wald mit den Resten der Burg Lísek.
Nachbarorte sind Dolní Rožínka und Milasín im Norden, Rožná im Nordosten, Jabloňov im Osten, Střítež im Südosten, Nivy und Mitrov im Süden, Strážek im Südwesten, Horní Rozsíčka im Westen sowie Blažkov im Nordwesten.

## Geschichte
Die erste urkundliche Erwähnung von Bukova erfolgte im Jahre 1285 als Besitz des dem Adelsgeschlecht von Lomnitz entstammenden Demeter von Bukova, Burgherr auf Lísek. Nach den Herren von Bukova wechselten die Besitzer der Herrschaft häufig. Um 1500 erwarben die Pernsteiner Bukov. Wenig später wurde die Burg aufgegeben und Bukov der Herrschaft Mitrov angeschlossen.
1589 musste Johann von Pernstein die Herrschaft an den mährischen Landeshauptmann Paul Katharyn von Katharn (Pavel Katarin z Kataru) verpfänden und schließlich 1596 an ihn verkaufen. Dieser verstarb im Jahre 1600 und Mitrov fiel an den Vladiken Jan Radešínský von Radešín auf Radešín und Mitrov († 1603). Im folgte am 2. September 1606 Petr Čížovský von Čížov und Mitrov, der 1608 eines unnatürlichen Todes starb. Alten Überlieferung zufolge kam es in Bukova wegen einer Adelstochter zu einem Kampf zwischen Čížovský und dem Ritter von Lejsek, den beide Kontrahenten nicht überlebten. Čížovskýs Schwester Katharina Mitrovský verkaufte ihren Besitz 1610 an Jindřich von Nezamyšl. Dessen Güter wurden nach der Schlacht am Weißen Berg konifiziert und 1624 an Simon Kratzer von Schönsberg verkauft. Er überließ die Herrschaft noch im selben Jahre an Johann Jakob Freiherr von Magnis. 1630 verkaufte Mitrov mit den zugehörigen Dörfern Johann Baptist Pergamasco auf Moravec. Wegen unbezahlter Forderungen von Eliška von Šárov wurde die Herrschaft Mitrov nach dem Dreißigjährigen Krieg taxiert und 1660 Jindřich Slavíkovec, an den Eliška von Šárov ihre Ansprüche abgetreten hatte, zugesprochen. Slavíkovec verkaufte am 28. Jänner 1661 die Dörfer an Maximilian von Liechtenstein-Kastelkorn, der sie der Herrschaft Pernstein anschloss. Ab 1787 wurde der Herrenhof Bukov parzelliert und an Familianten verkauft. Auf den Fluren des Hofes wurden insgesamt 16 Siedlerhöfe angelegt. Im Laufe seiner Geschichte wurde der Ort auch als Bukové und Bukovy bezeichnet.

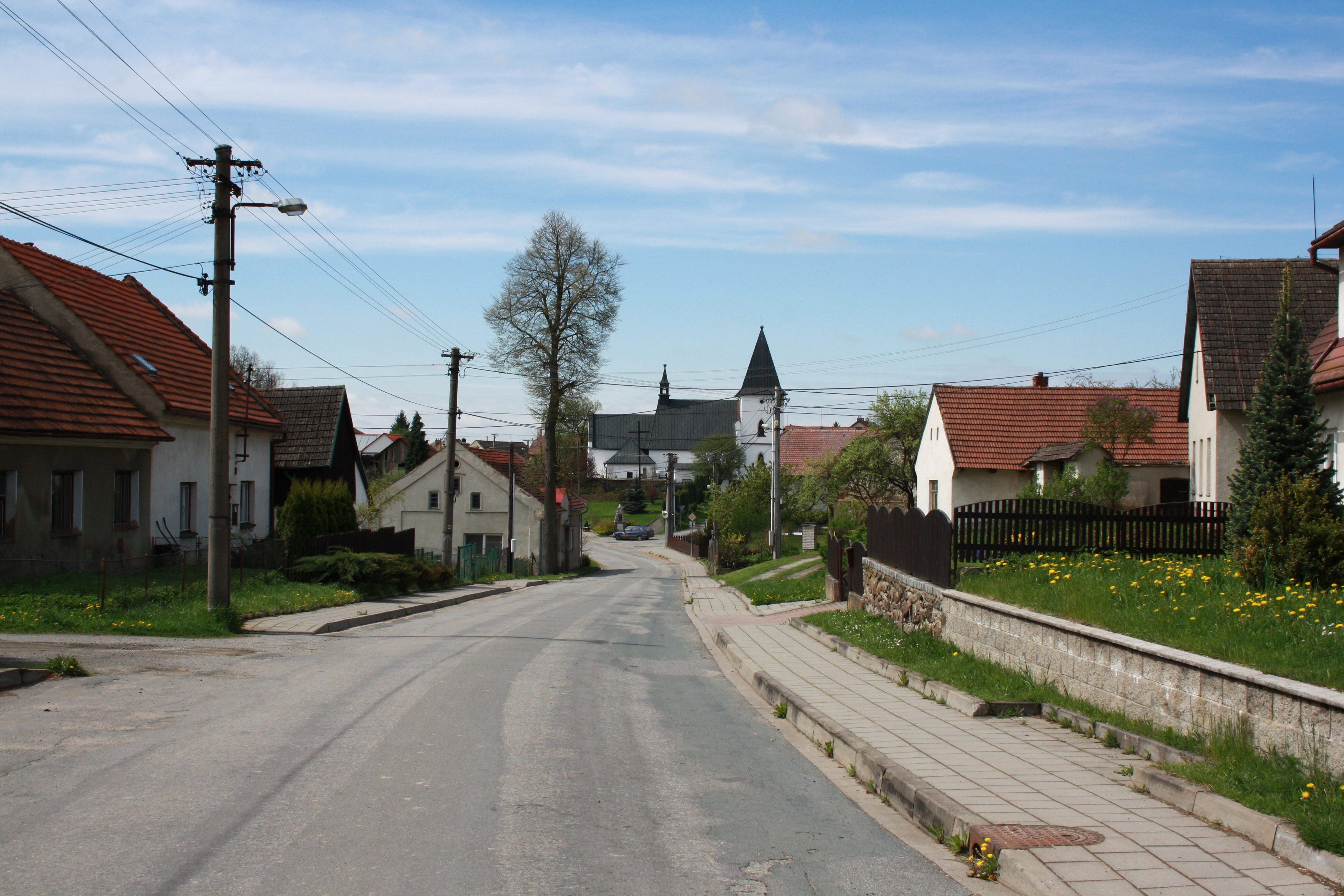
Bukov

Nach der Aufhebung der Patrimonialherrschaften bildete Bukov ab 1850 eine Gemeinde im Bezirk Neustadtl. 1947 wurde die Gemeinde im Zuge der Auflösung des Okres Nové Město na Moravě dem Okres Bystřice nad Pernštejnem zugeordnet. Zwischen 1954 und 1956 wurde bei geologischen Erkundungsarbeiten im Tal der Nedvědička eine abbauwürdige Uranlagerstätte aufgefunden. 1961 kam das Dorf zum Okres Žďár nad Sázavou, zugleich erfolgte die Eingemeindung von Milasín, Nivy und Střítež, die bis 1990 Bestand hatte.
Im Jahre 1962 wurde 150 m nordöstlich des Dorfes die Urangrube Bukov 1 aufgenommen. Bis 1967 war der Schacht bis zur 14. Sohle in 652 m Teufe vorgetrieben. Danach erfolgte die Einstellung der Förderung auf der Grube Bukov 1. Der Schacht dient weiterhin als Hilfs- und Wetterschacht. Nördlich des Dorfes an der Bezirksstraße von Dolní Rožínka nach Tišnov entstand 1978 die Wetterschachtanlage Bukov 2. Sie ist bis zur 12. Sohle in 543 m Teufe vorgetrieben und gehört ebenfalls zum Uranbergwerk Důl Rožná 1. Östlich von Bukov liegt das Restloch des Schurfes 19.
Bukov besteht heute aus 78 Häusern, von denen 59 dauerhaft zu Wohnzwecken und 17 als Feriendomizile genützt werden.

## Ortsgliederung
Für die Gemeinde Bukov sind keine Ortsteile ausgewiesen.

## Sehenswürdigkeiten

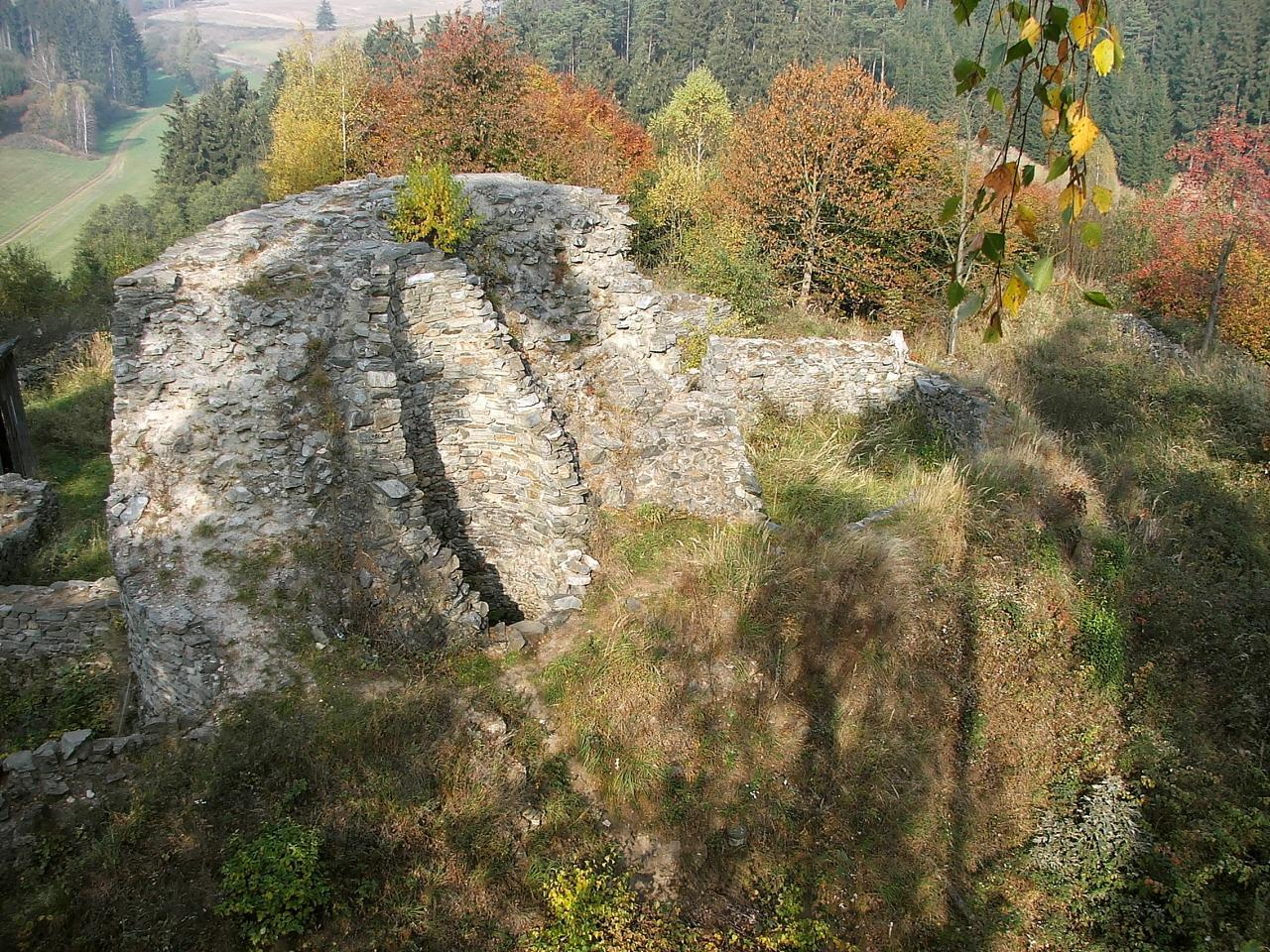
Reste des Bergfriedes der Burg Lísek

- Burgruine Lísek, südlich des Dorfes auf einer Kuppe über dem Tal des Bukovský potok. Als erste nachweisliche Besitzer der wahrscheinlich im 13. Jahrhundert errichteten Anlage sind die Herren von Bukova nachweisbar. Etwa ab 1500 gehörte die Burg den Pernsteinern und seit 1504 wird sie als wüst bezeichnet
- Filialkirche Jakobus des Älteren, der am Übergang vom 13. zum 14. Jahrhundert errichtete Bau wurde mehrfach umgestaltet. Im Jahre 1857 erfolgte der Anbau des Kirchturmes, der den hölzernen Glockenturm auf dem Friedhof ersetzte. Im Innern befinden sich u. a. die Epitaphe von Jan Radešínský von Radešín auf Radešín und Mitrov sowie von Petr Čížovský von Čížov († 1608). Die Kirche gehört zur Pfarre Rožná.
- Betsäule
- Gedenkstein für die Opfer des Ersten Weltkrieges, errichtet 1926. In den Gedenkstein wurde der alte am Todesort von Petr Čížovský gestandene Marmorstein eingearbeitet